# متلف الروح (مسلسل)
متلف الروح مسلسل دراما بحريني من إخراج أحمد يعقوب المقلة وسيناريو مهدي الصايغ. 

## القصة
يتعرض المسلسل للفروق الاجتماعية بين الطبقات المختلفة، من خلال قصة حب رقيقة تجمع بين شاب فقير وأبنة تاجر ثري، يتحديان معا بحبهما المجتمع و معتقداته الراسخة.إنناج عام 2010

## الممثلون
- عبد المحسن النمر عثمان
- غانم السليطي أبو مشاري
- هيفاء حسين مضاوي
- زهرة عرفات بسايل
- فاطمة الحوسني
- أحمد إيراج
- هدى سلطان
- علي الغرير
- ابتسام العطاوي
- عبد الله ملك
- أنور أحمد
- شيماء جناحي بسايل الصغيرة
- إبراهيم خلفان
- سارة البلوشي
- شيخة زويد
- حسن محمد